# Жуан Вієйра
Жуан Паулу Гарсія Вієйра (порт. João Paulo Garcia Vieira) (нар. 20 лютого 1976, Портімау) — португальський легкоатлет, який спеціалузіється в спортивній ходьбі, призер чемпіонатів світу та Європи в спортивній ходьбі.
На чемпіонаті світу-2019 (одинадцятому в кар'єрі португальця), у віці 43 років виборовши срібну нагороду на дистанції 50 км, спортсмен став найстаршим призером чемпіонатів світу в усіх дисциплінах за всі часи їх проведення.

## Виступи на основних міжнародних змаганнях
| Рік  | Змагання                           | Місто          | Місце | Дисципліна | Примітки |
| ---- | ---------------------------------- | -------------- | ----- | ---------- | -------- |
| 1994 | Чемпіонат світу серед юніорів      | Лісабон        | 11    | 10000 м    |          |
| 1995 | Чемпіонат Європи серед юніорів     | Ньїредьгаза    | DQ    | 10000 м    |          |
| 1997 | Кубок світу з ходьби               | Подєбради      | 27    | 20 км      |          |
| 1997 | Чемпіонат Європи серед молоді      | Турку          | DNF   | 20 км      |          |
| 1998 | Чемпіонат Європи                   | Будапешт       | 20    | 20 км      |          |
| 1999 | Кубок світу з ходьби               | Мезідон-Канон  | 21    | 20 км      |          |
| 1999 | Чемпіонат світу                    | Севілья        | DQ    | 20 км      |          |
| 2000 | Олімпійські ігри                   | Сідней         | DNS   | 20 км      |          |
| 2001 | Кубок Європи з ходьби              | Дудінце        | 15    | 20 км      |          |
| 2001 | Чемпіонат світу                    | Едмонтон       | DQ    | 20 км      |          |
| 2002 | Кубок світу з ходьби               | Турин          | 11    | 20 км      |          |
| 2002 | Чемпіонат Європи                   | Мюнхен         | 12    | 20 км      |          |
| 2003 | Кубок Європи з ходьби              | Чебоксари      | 4     | 20 км      |          |
| 2003 | Чемпіонат світу                    | Сен-Дені       | 17    | 20 км      |          |
| 2004 | Кубок світу з ходьби               | Наумбург       | 17    | 20 км      |          |
| 2004 | Олімпійські ігри                   | Афіни          | 10    | 20 км      |          |
| 2005 | Кубок Європи з ходьби              | Мішкольц       | DNF   | 20 км      |          |
| 2005 | Чемпіонат світу                    | Гельсінкі      | DNF   | 20 км      |          |
| 2006 | Кубок світу з ходьби               | Ла-Корунья     | 8     | 20 км      |          |
| 2006 | Чемпіонат Європи                   | Гетеборг       | 3     | 20 км      |          |
| 2007 | Кубок Європи з ходьби              | Лемінгтон-Спа  | 7     | 20 км      |          |
| 2007 | Чемпіонат світу                    | Осака          | 25    | 20 км      |          |
| 2008 | Кубок світу з ходьби               | Чебоксари      | 15    | 20 км      |          |
| 2008 | Олімпійські ігри                   | Пекін          | 32    | 20 км      |          |
| 2008 | DNS                                | 50 км          |       |            |          |
| 2009 | Кубок Європи з ходьби              | Мец            | DNF   | 20 км      |          |
| 2009 | Чемпіонат світу                    | Берлін         | 9     | 20 км      |          |
| 2010 | Чемпіонат Європи                   | Барселона      | 2     | 20 км      |          |
| 2011 | Кубок Європи з ходьби              | Олян           | DNF   | 20 км      |          |
| 2011 | Чемпіонат світу                    | Тегу           | 15    | 20 км      |          |
| 2012 | Кубок світу з ходьби               | Саранськ       | 15    | 20 км      |          |
| 2012 | Олімпійські ігри                   | Лондон         | 11    | 20 км      |          |
| 2012 | DNF                                | 50 км          |       |            |          |
| 2013 | Кубок Європи з ходьби              | Дудінце        | 7     | 20 км      |          |
| 2013 | Чемпіонат світу                    | Москва         | 3     | 20 км      |          |
| 2014 | Кубок світу з ходьби               | Тайцан         | DNF   | 20 км      |          |
| 2014 | Чемпіонат Європи                   | Цюрих          | DNF   | 20 км      |          |
| 2015 | Кубок Європи з ходьби              | Мурсія         | DNF   | 20 км      |          |
| 2015 | Чемпіонат світу                    | Пекін          | 36    | 20 км      |          |
| 2016 | Командний чемпіонат світу з ходьби | Рим            | 30    | 20 км      |          |
| 2016 | Олімпійські ігри                   | Ріо-де-Жанейро | 31    | 20 км      |          |
| 2016 | DNF                                | 50 км          |       |            |          |
| 2017 | Кубок Європи з ходьби              | Подєбради      | 14    | 20 км      |          |
| 2017 | Чемпіонат світу                    | Лондон         | 10    | 50 км      |          |
| 2018 | Командний чемпіонат світу з ходьби | Тайцан         | 35    | 20 км      |          |
| 2018 | Чемпіонат Європи                   | Берлін         | DNF   | 50 км      |          |
| 2019 | Кубок Європи з ходьби              | Алітус         | 3     | 50 км      |          |
| 2019 | Чемпіонат світу                    | Доха           | 2     | 50 км      | [ 2 ]    |